# Iglesia de San Andrés de Proente
La Iglesia San Andrés de Proente (Igrexa de Santo André de Proente, oficialmente y en gallego) es un templo parroquial de carácter rural situado en el lugar de Proente, en el municipio de La Merca, Provincia de Orense, Galicia, España. Constituye un elemento destacado del patrimonio histórico-religioso tradicional de la comarca de la Tierra de Celanova.

## Historia y arquitectura
El edificio actual es resultado de diferentes fases constructivas que abarcan varios siglos. La parte más antigua conservada corresponde a la capilla mayor, cuya edificación se remonta a los siglos XVI y XVII. Esta capilla se distingue por estar cubierta con una bóveda estrellada, cuyos nervios descansan sobre ménsulas decoradas con relieves de rostros humanos. La nave de la iglesia es una incorporación posterior, construida en el siglo XVIII. Presenta una cubierta con estructura de madera. Esta ampliación del templo se encuentra documentada en una cartela visible en la fachada. Dicha inscripción identifica a Francisco Araujo y Blanco como responsable de la obra y consigna el año de finalización: «Esta obra hizo Francisco Araujo y Blanco, año 1789». En el interior del templo se conserva un retablo mayor que posee valor histórico, estando documentada su existencia ya en el siglo XVIII.